# Albiorix (satelit)
Albiorix /al.bi'o.riks/ este un satelit neregulat prograd al lui Saturn. A fost descoperit de Holman⁠(d) și colegii săi în 2000 și a primit denumirea temporară S/2000 S 11.   
Albiorix este cel mai mare membru al grupului Galic de sateliți neregulați.

## Nume
A fost numit în august 2003  pentru Albiorix, „un uriaș galic care a fost considerat a fi regele lumii”.  Numele este cunoscut dintr-o inscripție găsită în apropierea orașului francez Sablet care îl identifică cu zeul roman Marte (o interpretatio romana). 

## Orbită

Albiorix observat de WISE în 2010

Albiorix îl orbitează pe Saturn la o distanță de aproximativ 16 milioane de km, iar diametrul său este estimat la 32 de kilometri, presupunând un albedo de 0,04. Perioada de rotație a fost măsurată de camera ISS a navei spațiale Cassini la 13 ore și 19 minute. 

Grupurile prograde neregulate de sateliți ai lui Saturn: Galic (roșu) și Inuit (albastru)

Diagrama ilustrează orbita Albiorigiană în relație cu alți sateliți neregulați prograzi ai lui Saturn. Excentricitatea orbitelor este reprezentată de segmentele galbene care se extind de la pericentru la apocentru.
Având în vedere asemănarea elementelor orbitale și omogenitatea caracteristicilor fizice cu alți membri ai grupului Galic, s-a sugerat că acești sateliți ar putea avea o origine comună în destrămarea unui satelit mai mare.

## Caracteristici fizice
Culorile variate dezvăluite recent sugerează posibilitatea unui crater mare, ceea ce duce la o ipoteză alternativă conform căreia Erriapus și Tarvos ar putea fi fragmente din Albiorix în urma unei coliziuni cu un alt corp care aproape l-a destrămat. 